# Elacatis californicus
Elacatis californicus là một loài bọ cánh cứng trong họ Salpingidae. Loài này được Mannerheim miêu tả khoa học năm 1843.